# Jean-François Xavier Noguès
Pour les articles homonymes, voir Noguès.
Jean-François-Xavier Noguès, né le 3 décembre 1769 à Castelnau-Rivière-Basse (Hautes-Pyrénées), mort le 9 janvier 1808 à Castelnau-Rivière-Basse (Hautes-Pyrénées), est un général français de la Révolution et de l’Empire.

## États de service
Engagé volontaire dans l'armée des Pyrénées orientales, il est commandant de la place de Marseille en 1799, puis de la 10e région militaire de Toulouse. Il devient aide de camp du prince Louis Bonaparte. Élu le 4e jour complémentaire de l'an XIII (21 septembre 1805), par le Sénat conservateur, député des Hautes-Pyrénées au Corps législatif, il accède à la présidence de cette assemblée le 6 mars 1806. Il a eu le commandement de Paris après le départ du prince Louis pour l'armée du Nord, en novembre 1805. Le général Noguès est député des Hautes-Pyrénées au Corps législatif du 21 septembre 1805 jusqu'à sa mort.

## Nominations
- Adjudant-général chef de brigade le 24 novembre 1794.
- Général de brigade le 28 juillet 1800.
- Général de division le 1er février 1805.

## Décorations
- Commandeur de la Légion d'honneur le 14 juin 1804.